# Les Anges de la mort de Lainz
Maria Gruber, Irene Leidolf, Stephanija Meyer et Waltraud Wagner sont quatre femmes autrichiennes qui travaillaient comme aides-soignantes au Geriatriezentrum am Wienerwald à Lainz, Vienne, et qui ont assassiné de nombreux patients entre 1983 et 1989. Le groupe a tué ses victimes par overdose de barbiturique, de calmant, d'insuline ou par noyade en forçant de l'eau à pénétrer dans les poumons. En 2008, les quatre femmes avaient été libérées de prison .

## Histoire
Waultraud Wagner, 23 ans, est la première à tuer un patient, en 1983. Elle recrute Gruber, 19 ans, et Leidolf, 21 ans, puis finalement la « mère de famille » du groupe, Stephanija Meyer, 43 ans. Wagner leur apprend comment tuer par injection ou noyade : l'une maintient la tête de la victime et lui pince le nez, tandis que sa complice verse de l'eau dans la bouche de la victime jusqu'à ce qu'elle se noie dans son lit. Étant donné que les patients âgés ont souvent du liquide dans les poumons, il s’agissait d’un crime impossible à prouver. Le groupe tue des patients affaiblis, mais dont beaucoup ne sont pas en phase terminale.
L'hôpital est critiqué à la fois par les enquêteurs, parce qu'ils ont fait face à « un mur de silence » alors qu'ils tentent d'enquêter sur un décès suspect survenu en 1988 et par le Syndicat national des infirmières autrichien pour laisser les infirmières pratiquer quotidiennement des injections alors que cela ne fait pas partie de leurs tâches.
Les aides-soignantes sont arrêtées après qu'un médecin les a entendus se vanter de leur dernier meurtre dans un bar du coin. Elles avouent 49 meurtres au total, sur une période de six ans, mais pourraient être responsables de presque 300. En 1991, Wagner est reconnue coupable de 15 meurtres, 17 tentatives de meurtre et de deux voies de fait. Elle est condamnée à la prison à vie. Leidolf est également condamnée à perpétuité pour 5 meurtres, tandis que Gruber et Meyer sont respectivement condamnées à 15 et 20 ans pour tentative de meurtre et homicide involontaire.
En 2008, le ministère de la Justice autrichien annonce qu'il libère Wagner et Leidolf de prison pour bonne conduite. Meyer et Gruber, libérées plusieurs années plus tôt, ont pris de nouvelles identités.